# Ariarathe IV
Pour les articles homonymes, voir Ariarathe.
Ariarathe IV Eusèbes (en grec ancien Aριαράθης Eυσεβής, Ariaráthês Eusebếs) est roi de Cappadoce de 220 à 163 av. J.-C.

## Biographie
Il est le fils d’Ariarathe III et de Stratonice III, une fille d’Antiochos II Theos et de Laodicé Ire.
Ariarathe IV reçoit le pouvoir de son père presque enfant vers 220. Il épouse Antiochis III, fille d’Antiochos III Megas et de son épouse Laodicé III.
Il est l’allié de son beau-père qu’il assiste dans ses guerres contre Rome. Après la défaite d’Antiochos III, il sollicite la paix et achète le proconsul Cneius Manlius Vulso, chef du corps expéditionnaire romain, pour 300 talents. Il obtient ainsi une paix favorable de Rome, est admis in amicitiam (« dans l’amitié ») du peuple romain, mais devient alors un vassal de la République romaine.
Dans ce contexte, il doit donner sa fille Stratonice IV comme épouse à Eumène II, roi de Pergame, qui est un allié de Rome et qui a obtenu que la contribution d’Ariarathe soit ramenée de 600 à 300 talents.
En 183-179, il assiste  ensuite Eumène II dans sa guerre contre Pharnace Ier, roi du Pont. En 182-181, ses ambassadeurs sont reçus à Rome avec ceux d’Eumène II et de Pharnace Ier dans une tentative de sortie de crise. Il participe enfin à l’offensive qui amène le roi du Pont à traiter.
En 164, après la mort du roi Antiochos IV, il reçoit une ambassade de Rome qui vient s’assurer de sa fidélité.

## Descendance
Selon Diodore de Sicile, l’épouse d’Ariarathe IV, Antiochis III, aurait été stérile et, désespérant d’avoir des fils, elle lui aurait « supposé » deux enfants, Ariarathe et Oropherne, avant de devenir la mère de deux filles et d’un fils, Mithridate. Informé par les aveux de la reine, le roi Ariarathe envoya son fils aîné à Rome et le second en Ionie pour y être élevé à la manière des Romains et désigne Mithridate comme son successeur sous le nom royal d’Ariarathe V avant de mourir peu après.
Une de ses filles, Stratonice IV, devient l'épouse d'Eumène II de Pergame, puis de son frère et successeur, Attale II.

## Évocations artistiques
L'épisode des enfants « supposés » d'Ariarathe fait l'objet de la tragédie de Claude Boyer, Tyridate (1648).